# Centrale des travailleurs de Cuba
Pour les articles homonymes, voir CTC.
 (décembre 2016).
Si vous disposez d'ouvrages ou d'articles de référence ou si vous connaissez des sites web de qualité traitant du thème abordé ici, merci de compléter l'article en donnant les références utiles à sa vérifiabilité et en les liant à la section « Notes et références ».

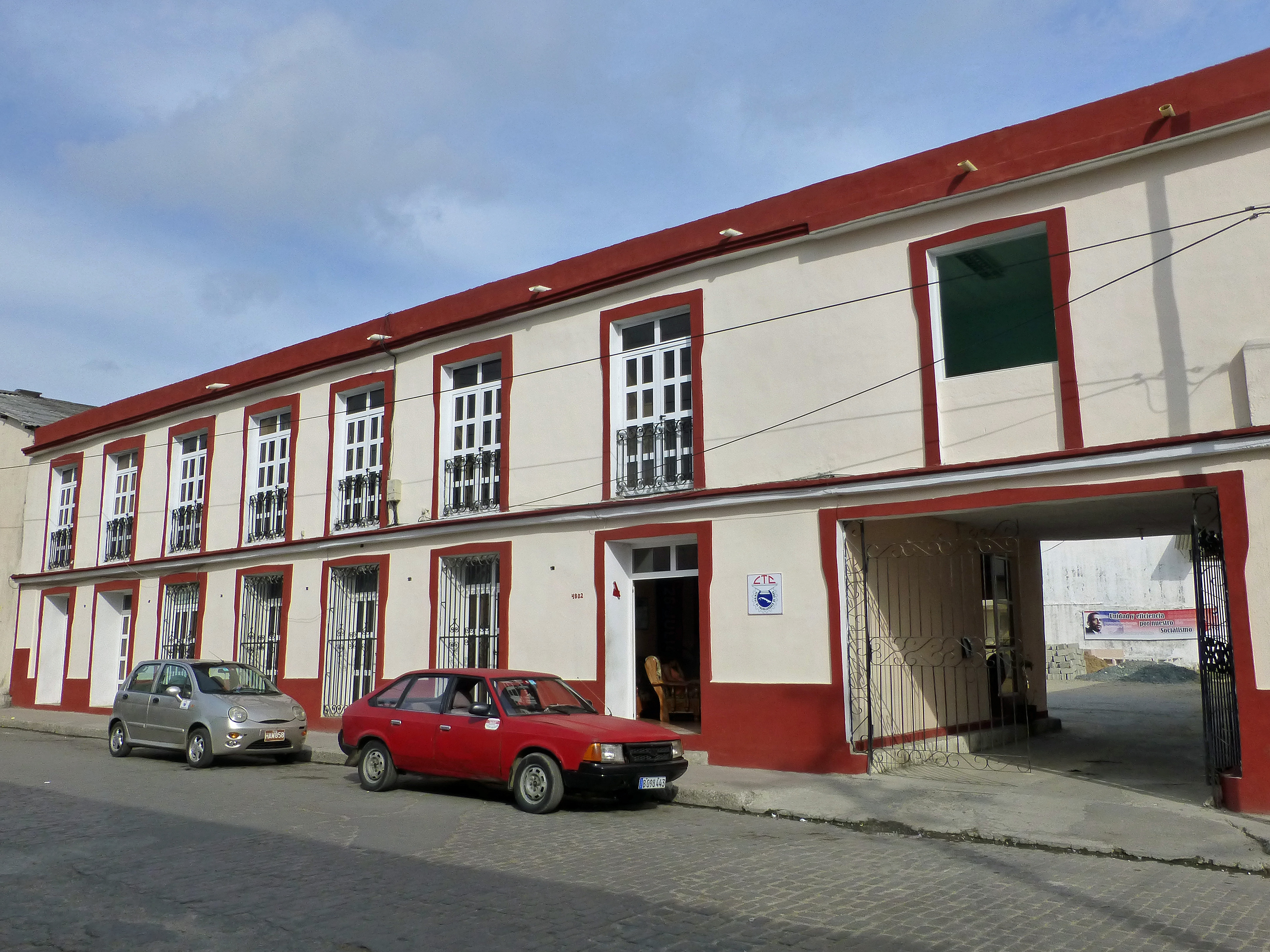
La CTC à Cienfuegos

La Centrale de travailleurs de Cuba (en espagnol, Central de trabajadores de Cuba, CTC) est une organisation syndicale de Cuba. Il s'agit du syndicat majoritaire cubain, proche du parti communiste et du gouvernement.

## Histoire

### La CNOC
La CTC tire son origine de la Confédération nationale ouvrière de Cuba ou CNOC (en espagnol : Confederación nacional obrera de Cuba). Considérée comme le premier des syndicats ouvriers du pays, la CNOC est connue depuis ses débuts pour avoir poussé vers la lutte des classes. Sous l’égide du Parti communiste de Cuba, la CNOC fut à l'origine de deux grèves bien connues : la première en août 1933 qui aboutit au renversement du gouvernement de Gerardo Machado, la seconde en mars 1935 qui fut brutalement réprimée par le gouvernement de Fulgencio Batista.
Par la suite, la CNOC fut interdite et beaucoup de ses représentants syndicaux furent assassinés ou emprisonnés. C'est ainsi que commença à Cuba une lutte dans l'ombre pour la libération de prisonniers et journalistes politiques ainsi que pour la légalisation des syndicats.
Durant le second congrès ouvrier latino-américain qui se déroula à Mexico en septembre 1938, les dirigeants syndicaux cubains qui y participaient prirent la décision de s'atteler à unifier le mouvement des travailleurs cubain.

### Naissance de la CTC
En accord avec la promesse faite durant le second congrès ouvrier Latino-américain, se déroule à La Havane du 23 au 28 janvier 1939 le congrès constituant de la Confédération des travailleurs de Cuba, la première appellation de la CTC, auquel participent environ 1500 personnes et 700 organisations de masse. Durant le congrès le secrétaire général de la CTC, un ouvrier nommé Lázaro Peña, est élu de par sa notoriété en tant que dirigeant populaire, bien connu pour avoir joué un rôle important durant la grève générale de mars 1935. Tout comme les dirigeants de la CNOC, les dirigeants de la CTC subirent persécutions, emprisonnements et assassinats. Cette situation changea radicalement à l'arrivée au pouvoir de la révolution cubaine et de Fidel Castro en 1959. En 1961 la CTC prend le nom de Centrale des travailleurs de Cuba, nom qu'elle porte encore aujourd'hui.

## Structure et fonctionnement
L'admission à ses rangs se fait de manière volontaire et sans obligation. Cependant il faut noter que l'affiliation à tout autre syndicat est souvent réprimée par le gouvernement cubain. Dans le rapport annuel des violations des droits syndicaux 2007, l'OIT rapporte des persécutions envers les syndicalistes indépendants et sept dirigeants syndicaux condamnés à de lourdes peines de prison en 2003.
Les statuts de la CTC stipulent qu'un congrès se tenant tous les cinq ans permet l’élection du secrétaire général et de nouveaux représentants comprenant notamment le conseil national, le comité national et le secrétariat. Chaque centre de travail comprenant plus de cinq travailleurs peut détenir une section syndicale. Plusieurs sections syndicales forment un bureau syndical. Presque tous les travailleurs (96 %) cubains sont syndiqués à CTC, un chiffre impressionnant mais qui est à relativiser au vu du système de syndicat unique en place à Cuba. Pour l'universitaire Samuel Farber la centrale est la courroie de transmission du Parti communiste qui permet au régime cubain de maintenir son monopole syndical.

## Organe de presse
La CTC publie un hebdomadaire, Trabajadores.

### Filmographie
- (es) Cuba : memoria sindical, film documentaire de Claudio Castillo et Jorge Massetti, Sin Visa, Paris, 2006, 26 min (DVD)